# Georgi-Preis
Der Georgi-Preis ist ein Wissenschaftspreis der GeoUnion Alfred-Wegener-Stiftung und der Deutschen Meteorologischen Gesellschaft. Der Preis geht auf den Meteorologen und Polarforscher Johannes Georgi zurück, der 1972 den Grundstock des Stiftungsvermögens hinterlassen hat, Der Preis wurde ab 1987 verliehen, zunächst für hervorragende wissenschaftliche Arbeit auf dem Gebiet der Polarmeteorologie. Seit Mitte der 1990er Jahre wird der Preis Persönlichkeiten zuerkannt, die sich mit ihrer wissenschaftlichen Arbeit – im Wesentlichen in Deutschland – besonders um die atmosphärischen Wissenschaften (Meteorologie, Klimatologie) verdient gemacht haben. Der Preis wird alle drei Jahre verliehen, in der Regel anlässlich der Jahrestagung der Deutschen Meteorologischen Gesellschaft.

## Preisträger
- 1987 Günter Skeib
- 1991 Peter Lemke
- 1995 Joseph Egger
- 1997 Ernst Augstein
- 1999 Jürgen Steppler, Eberhard Müller, Günther Doms
- 2001 Ehrhard Raschke
- 2004 Franz Fiedler
- 2007 Ulrich Schmidt
- 2010 Clemens Simmer
- 2013 Herbert Fischer
- 2016 Martin Claußen
- 2019 Sarah C. Jones
- 2022 Manfred Wendisch